# Josef Václav Sládek
Josef Václav Sládek, född 27 oktober 1845 i Zbiroh, död där 28 juni 1912, var en tjeckisk skald. 
Sládek företog 1869–70 en studieresa till USA, ingick sedan i "Národní Listys" redaktion, blev 1871 professor i engelska språket vid tjeckiska handelshögskolan i Prag och var 1877–98 redaktör för den litterära tidskriften "Lumír". 
Sládeks första diktsamling, Básné (1875), innehåller många transatlantiska reseintryck. I de följande diktsamlingarna, Jiskry na mořě (Gnistor på havet; 1883) och Světlou stopou (I ljusa fotspår; 1881) överväger den erotiska stämningen, men i Na prahu ráje (På paradisets tröskel; 1883) och Ze života (Ur livet; 1884) är den poetiska livsåskådningen utvidgad och fördjupad. 
Samlingarna Sluncem a stínem (Ljus och skugga; 1887), skådespelet Práce (Arbete; 1888), V zimnim slunci (I vintersolen; 1897), Za soumraku (I skymningen; 1907) och Lethe a jiné básné (Lethe och andra dikter) innehåller växlande stämnings- och reflexionsdikter. 
Högst når Sládeks lyrik i den patriotiska byidyllen genom folkliga visor: Selské pisné a české znělky (1889), Starosvětské písnićky (1891), Sméska (s. å.), Ceské písně (1892) och Písně smutecni (Sorgliga visor). 
Även som poetisk översättare, särskilt från engelskan, var Sládek framstående; han översatte bland annat William Shakespeares dramer (utgiven av Kejsar-Frans-Josefs-akademien i Prag 1894–1904), Henry Wadsworth Longfellows "Hiawatha", George Gordon Byrons "Hebrew Melodies", Edgar Allan Poe och Robert Burns. Från danskan översatte han dikter av Holger Drachmann, Henrik Ibsen och Carl Ploug, från svenskan ett par dikter av Carl Snoilsky och Esaias Tegnérs "Fritiofs saga" (1891). 
Sládek var den siste nationelle lyrikern i den tjeckiska skaldeskola, som utgick från "Lumír" (bland andra Jaroslav Vrchlický och Svatopluk Čech). Hans samlade Spisy básnické utgavs i två band 1907.

## Fotnoter
1. 1 2  Discogs, Discogs artist-ID: 2028261, läst: 9 oktober 2017.[källa från Wikidata]
2. 1 2  Brockhaus Enzyklopädie, Brockhaus Enzyklopädie-ID: sladek-josef-vaclav, läst: 9 oktober 2017.[källa från Wikidata]
3. 1 2 3  Tjeckiska nationalbibliotekets databas, NKC-ID: jk01111743, läst: 23 november 2019.[källa från Wikidata]
4. 1 2 3 4 5 6 7 8  Archive of Fine Arts, abART person-ID: 15630, läs online, läst: 1 april 2021.[källa från Wikidata]
5. 1 2  SVKKL:s regionala databas, SVKKL-ID: p0052806-Sladek-Josef-Vaclav-18451912, läs online, läst: 20 juni 2023.[källa från Wikidata]
6. ↑  BillionGraves, BillionGraves grav ID: 3030349.[källa från Wikidata]
7. 1 2  Tjeckiska nationalbibliotekets databas, NKC-ID: jk01111743, läst: 30 augusti 2020.[källa från Wikidata]
8. 1 2  Tjeckiska nationalbibliotekets databas, NKC-ID: jk01111743, läst: 15 december 2022.[källa från Wikidata]